# Alice Wong (femme politique)
Pour les articles homonymes, voir Alice Wong et Wong.
Alice Wong (chinois traditionnel : 黃陳小萍) (née le 30 juin 1948) est une femme politique canadienne de la Colombie-Britannique. Elle est députée fédérale conservatrice de la circonscription britanno-colombienne de Richmond et de Richmond-Centre de 2008 à 2021. Elle est ministre d'État aux Ainés de 2011 à 2015.

## Biographie
Née à Hong Kong alors sous contrôle britannique, Wong immigre au Canada en 1980. Elle obtient un PhD en éducation de l'Université de la Colombie-Britannique et travaille ensuite comme gestionnaire des programmes internationaux de l'Université Kwantlen Polytechnic (en). Elle ensuite également l'entrepreneuriat au Vancouver Community College (en) où elle fonde un centre pour petites entreprises offrant le premier service de gestion bilingue en entreprise.

## Politique
Défaite en 2004, elle parvient à entrer au parlement en 2008. Réélue en 2011, 2015 et 2019, elle est défaite en 2021.
Elle est responsable en matière de Petites entreprises dans le cabinet fantôme de Rona Ambrose et d'Andrew Scheer de novembre 2015 à août 2017 et ensuite responsable des Aînés jusqu'en septembre 2020, moment où le chef Erin O'Toole l'exclus du cabinet fantôme.

## Vues politiques
Durant l'automne 2012, Wong déclare que les priorités du gouvernement sont la création d'emploi, la croissance économique et la prospérité à long-terme. Elle refuse de tenir un rôle dans le programme d'Emploi d'été canadien en raison du support dans sa charte du droit à l'avortement et des droits LGBT.

### Avortement
Wong est contre l'avortement et est associée à Campaign Life Coalition (en), organisation nationale qui s'oppose à l'avortement, ainsi qu'au mariage homosexuel et à l'identité de genre.
Elle supporte le projet de loi C-233 qui tente d'amender le code criminel afin de restreindre l'accès à l'avortement lorsqu'il s'agit d'avortement sexo-sélectif et d'en faire un acte criminel pour le personnel médical opérant ce genre de pratique.
L'organisation Abortion Rights Coalition of Canada (en) identifie Wong comme une personnalité anti-avortement.

### Thérapie de conversion
En juin 2021, Wong vote contre le projet de loi C-6 qui vise à amender le code criminel au sujet des thérapies de conversion et d'interdire cette pratique.

### Environnement
Critiquée par l'opposition au sujet de sa plateforme environnementale, elle est aperçue durant une conférence en octobre 2021 en train de manger une soupe d'ailerons de requin. Alors que de nombreux écologistes dénoncent le processus de pêche aux ailerons, elle déclare que Si un produit tel que l'aileron de requin est issu d'une récolte légale, humaine et durable, nous ne voyons aucune raison de restreindre son commerce.